# Mechanisches Spielzeug

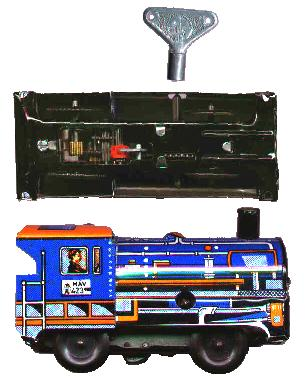
Aufziehlokomotive (Blech). Oben: Aufziehschlüssel, Mitte: Blick von unten in den Uhrwerkmotor, unten: Seitenansicht

Ein mechanisches Spielzeug kann sowohl mittels Uhrwerk (als  Aufziehspielzeug), mit einem kleinen Elektromotor, oder auch mit einem Schwungradantrieb bewegt werden. Es ist ein Spielzeug, das eine bestimmte Mechanik als Energiespeicher nutzt und sich bei Aktivierung von selbst bewegt. Bei einem Aufziehspielzeug ist es meist eine Spiralfeder (Federwerkmotor), manchmal auch ein Gummiband (Gummimotor). Die Feder wird wie bei einem Uhrwerk „aufgezogen“, indem man sie durch Drehung eines Aufziehschlüssels spannt. Danach läuft sie ab und versetzt so das Spielzeug in Bewegung. Ein bekanntes und beliebtes Beispiel ist die Aufziehmaus, ein Spielzeug für Katzen. Bei Batteriespielzeugen wird die Mechanik durch einen kleinen Motor in Bewegung gesetzt. Die in einem sich drehenden Schwungrad gespeicherte Rotationsenergie dient bei einem Schwungradantrieb als Antrieb. Eine weiter entwickelte („höhere“) Form dieser mechanischen Spielzeuge sind Animatronics.
Verschiedenste Aufziehspielzeuge (z. B. Autos, Lokomotiven, Puppen und Tiere) sind in Europa seit dem späten 15. Jahrhundert bekannt und wurden erstmals in Frankreich und Deutschland hergestellt. Heute jedoch sind sie durch die zunehmende Verwendung von Elektromotoren als Antrieb aus der Mode gekommen. Aus diesem Grund besitzen Aufziehspielzeuge heute vielfach Sammlerwert. Dennoch werden nach wie vor auch mechanische Spielzeuge hergestellt.